# Črni škarnik
Črni škarnik, tudi črni škarnjek ali črni škarjek (znanstveno ime Milvus migrans), je ujeda iz družine kraguljev.

## Opis
Črni škarnik je srednje velika ujeda, ki zraste do 56 cm in ima razpon kril med 112 in 117 cm. Od rjavega škarnika se loči po tem, da je manjši in bolj čokat, temnejših barvnih odtenkov in ima manj škarjast rep. V letu se loči po tem, da je rep krajši in pri jadranju videti oglat, škarjast videz pa dobi le takrat, ko ga ptica razpre pri krmiljenju. Pri drsenju skozi zrak so peruti vedno ukrivljene, dlanska peresa pa segajo pod vodoravno črto peruti. Glavo drži ta ptica po navadi nagnjeno navzdol, s pogledom uprtim v tla pod seboj.
Črni škarnik je zelo navezan na vodo, kjer išče bolne in mrtve ribe, ki so njegova glavna hrana. Poleg tega se hrani še z mrhovino in manjšimi pticami, ki jih pogosto krade drugim ujedam. Občasno se hrani tudi z manjšimi sesalci in žabami.

## Razširjenost
Črni škarnik živi ob rekah, jezerih in gozdnih obronkih, razširjen pa je po celi Evropi, Aziji, Afriki, zahodni Indoneziji, Novi Gvineji, pa vse do Avstralije.
Gnezdi v aprilu in maju v gnezdih na drevesih, kjer ima eno leglo.